# گرافیک کامپیوتری دوبعدی
گرافیک کامپیوتری دوبعدی تمامی تصاویر ثبت شده به وسیله رایانه، که از یک نمای ثابت بدست آمده است و قدیمی‌ترین راه ویرایش تصاویر به وسیله رایانه است، تا صحنه‌ای که بدست می‌آید صحنه ثبت شده از یک نما باشد؛ که به شاخه‌های مختلف تقسیم می‌شود. (نقاشی دیجیتالی، ویرایش تصاویر، انیمیشن)

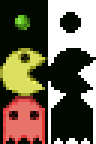
گرافیک شطرنجی اسپرایت‌ها (سمت چپ) و ماسک‌ها

## نقاشی دیجیتال
نقاشی دیجیتالی در مجموع به تصاویر خلق شده توسط رایانه که به‌وسیله نرم‌افزارهای مختلف ایجاد می‌شود، اطلاق می‌گردد. این شاخه از گرافیک دو بُعدی به شیوه‌های مختلف انجام می‌شود، درست مثل نقاشی دستی شیوه‌های مثل رئال یا سورئال دارد.

## ویرایش تصاویر
ویرایش تصاویر به ایجاد تغییرات در تصاویری گفته می‌شود، که در گذشته به وسیله ورودی‌ها به رایانه داخل شده است. مانند رتوش تصاویر در عکاسی‌ها یا ویرایش چند عکس برای یک صحنه فیلم. برای معرفی بهترین نرم‌افزار برای این کار می‌توان به نرم‌افزار ادوبی فوتوشاپ از شرکت خشت نام برد.

## انیمیشن
این شیوه را تمامی ما می‌شناسیم امروزه بیشتر فیلم‌های کارتونی به این شیوه تولید می‌شوند. ایجاد تصاویر دیجیتالی و کنار هم قرار دادن آنها را انیمیشن می‌نامند.
در گرافیک دوبعدی مقولاتی از جمله کارتون‌های معمولی به چشم می‌خورد.
بیشتر با نام انیمیشن سلولی شناخته می‌شود